# George Steinbrenner
George Michael Steinbrenner III (4. juli 1930 i Rocky River, Ohio, USA – 13. juli 2010 i Tampa, Florida, USA) var den primære ejer og ledende partner i Major League Baseball-klubben New York Yankees.  Hans bramfrihed og rolle i de stigende lønninger til baseballspillere, gjorde ham til en af sportens mest kontroversielle personer.
Han fik kælenavnet "The Boss" på grund af sin praktiske indgangsvinkel til ledelsesarbejdet i baseballklubben.  Øgenavnet "Manager George" fik han af Yankees daværende anfører Dallas Green, på grund af sin tendens til at blande sig i dag til dag-beslutningerne på banen, og for at ansætte og fyre (samt nogle gange genansætte) cheftrænere (managers).
Under Steinbrenners ejerskab fra 1973 til sin død, den længste i klubhistorien, fik Yankees 11 pennants og 7 World Series-sejre.
Han døde om morgenen den 13. juli 2010 efter et hjerteanfald i sit hjem i Tampa, Florida.